# فلوفوبیا (نعوظ‌هراسی)
فَلوفوبیا (Phalophobia) در معنای محدود آن، ترس از آلت تناسلی در حالت نعوظ   و در معنای کامل‌تر، بیزاری بیش‌از‌حد از مردانگی است. 